# Спенсер, Марк (британский политик)
Марк Стивен Спенсер (англ. Mark Steven Spencer; род. 20 января 1970, Лэмбли, Ноттингемшир) — британский политик, лидер Палаты общин и лорд-председатель Совета (2022).

## Биография
Окончил сельскохозяйственный Шаттлуорт-колледж в Бедфордшире и работал на семейной ферме, где около 50 наёмных работников заняты выращиванием кур, овощей и картофеля (при ферме имеется также магазин). Кроме того, управлял садовым центром и «кукурузным лабиринтом» (то есть, лабиринтом на кукурузном поле). В 2001 году избран в совет графства Ноттингемшир, где впоследствии занял должность официального представителя теневого правительства по вопросам местной безопасности.
В 2010 году победил на выборах в округе Шервуд (графство Ноттингемшир), «отбив» его у лейбористов с результатом 39,2 %.
Парламентские выборы 2017 года принесли Спенсеру новую победу в его округе. На сей раз он заручился поддержкой 51,5 % избирателей, опередив примерно на 10 % лейбористского кандидата Майка Прингла и улучшив на 6,5 % свой результат на выборах 2015 года.
Два года работал в офисе парламентского организатора, затем повышен до заместителя лидера Палаты общин и контролёра королевского двора — церемониального поста, история которого исчисляется с XIV века.
24 июля 2019 года при формировании правительства Бориса Джонсона назначен главным парламентским организатором большинства с правом посещения заседаний Кабинета в случае необходимости (одновременно Марк Спенсер стал также парламентским секретарём Казначейства).
8 февраля 2022 года в ходе серии кадровых перемещений во втором кабинете Джонсона назначен лидером Палаты общин и лордом-председателем Совета.
7 сентября 2022 года назначен младшим министром по делам фермерских хозяйств в Департаменте окружающей среды, продовольствия и сельского хозяйства правительства Лиз Трасс без права участия в заседаниях Кабинета.